# دریا اورس

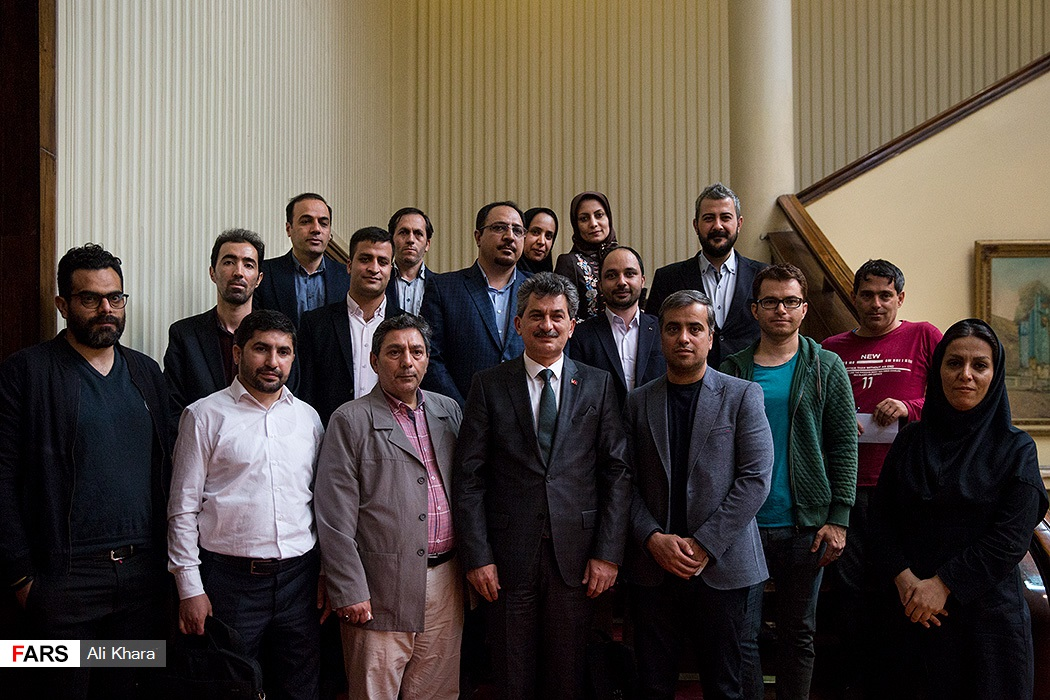
دِریا اورس (وسط تصویر با کراوات) - ۱۳۹۸

دِریا اورس (Derya Örs) (جمعه، ۲ اردیبهشت ۱۳۴۵، قونیه) یک فرد آکادمیک و دیپلمات ترک است.

## تحصیلات
وی در سال ۱۳۶۷ از دانشگاه آنکارا، دانشکده زبان، تاریخ و جغرافیا، گروه زبان و ادبیات شرقی، گروه زبان و ادبیات فارسی فارغ‌التحصیل شده و در سال ۱۳۷۰مدرک کارشناسی ارشد و در سال ۱۳۷۷ دکتری خود را به پایان رساند.

## شغل علمی و حرفه‌ای
وی در سال ۱۳۶۹ به عنوان دستیار پژوهشی گروه زبان و ادبیات فارسی منصوب شد، در اسفند ۱۳۸۱به سمت استادیاری منصوب شد، در فروردین ۱۳۸۱ عنوان دانشیار را دریافت کرد و در فروردین ۱۳۸۱ به سمت دانشیار منصوب شد و در نهایت در سال ۱۳۸۸ به عنوان استاد تمام رسید.
وی در دی ماه ۱۳۸۹ به عنوان رئیس دانشکده علوم انسانی و اجتمایی دانشگاه ییلدیریم بیازیت آنکارا منصوب شد
او در ۱۲ آبان ۱۳۹۰به عنوان رئیس مؤسسه عالی فرهنگ، زبان و تاریخ آتاتورک منصوب شد. وی از ۲۵ دی ماه ۱۳۹۷ سفیر جمهوری ترکیه در تهران است.

وی معتقد است: 
همجواری ایران و ترکیه خیلی مهم است و روابط ایران و ترکیه را همیشه در سطح مطلوبی نگه می‌داریم. بین مردم دو کشور هم روابط گسترده‌ای وجود دارد. ترکیه و ایران هم‌کیش و آئین هستند و وابستگی‌های تاریخی با هم دارند.